# Un pokito de rocanrol
Un pokito de rocanrol es el tercer álbum de estudio de la cantante española Bebe. Su producción estuvo a cargo de Carlos Jean y de la discográfica EMI Music.
Fue puesto a la venta mundialmente el 6 de febrero de 2012. El 25 de noviembre de 2011 fue publicado en iTunes un primer sencillo, «K.I.E.R.E.M.E.», teniendo el 21 de diciembre el estreno del video de la canción. El 22 de febrero se lanzó otro sencillo, «Adiós» y el 1 de mayo se publicó en iTunes y la cuenta de YouTube de Bebe el video de un tercer sencillo, «Me pintaré».
El álbum tuvo pocas ventas ya que durante la promoción del álbum Bebe se mantuvo dirigiéndose a los periodistas de mala manera. Además tuvo una gira por varias ciudades de España y varios países de Europa y América, incluyendo shows en México, Venezuela, Colombia, Rusia y demás países en los que Bebe logró llenar teatros y bares en el que ofreció un amplio repertorio de sus canciones, cantando éxitos como «Malo», «Como los olivos», «Ella», «Pa mi casa» y las canciones de esta producción como «K.I.E.R.E.M.E.», etcétera, teniendo una buena recepción.

## Antecedentes
El 25 de julio de 2011 Bebe subió un vídeo a su cuenta personal de YouTube en el que se ve a Bebe en estudios de grabación. En efecto, en la descripción Bebe anuncia que está comenzando las grabaciones de un nuevo álbum de estudio, en los Estudios Ferber, París. Bebe vuelve a colgar un nuevo video un mes después, el 24 de agosto de 2011 en el que nuevamente Bebe está grabando y suena de fondo parte de la canción «Me pintaré», incluida en el nuevo álbum. Dos meses después, el 20 de octubre Bebe publica un video de 12 segundos monstrándola grabar parte de una nueva canción, «K.I.E.R.E.M.E.», la cual un mes después, el 25 de noviembre fue publicada como primer sencillo del álbum.

## Polémica
En noviembre del 2011, Bebe fue entrevistada por la prensa por la presentación de su primer sencillo "K.I.E.R.E.M.E" y por los adelantos de su nuevo disco, con lo cual la actitud de Bebe fue muy rebelde que llegó a las críticas de todo el mundo incluyendo de sus fanes y también porque el disco no ha tenido buenas posiciones.

## Recepción
El álbum debutó en la posición número #16 en la lista PROMUSICAE. Duró un total de 13 semanas en el conteo y actualmente, las ventas ascienden a +3.000 copias en España y +5.000 copias mundialmente.

## Sencillos
K.I.E.R.E.M.E.: Fue el primer sencillo del álbum en conocerse. A pesar de que consiguió sonar por un tiempo en la radio y algunos canales de música y de haber alcanzado la posición #9 en PROMUSICAE y el #5 en los 40 Principales, el sencillo se convirtió en un fracaso, ya que fue criticado duramente por sus fanes que lo tacharon de una `basura comercial' y señalaron el abandono de las potentes y sentimentales letras de Bebe en la canción. A pesar de todo, se convirtió en el sexto Top 10 de Bebe en PROMUSICAE y el séptimo en los 40 Principales.
Adiós: Fue anunciado al momento del lanzamiento del disco como segundo sencillo para intentar suavizar un poco la polémica generada con el sencillo K.I.E.R.E.M.E. y la promoción del disco, cosa que desconcertó al público, ya que se habían subido dos vídeos a Youtube de las canciones Me Pintaré y Mi Guapo que podían analizarse como un posible adelanto de los siguientes sencillos. La canción es, en clave, más del estilo de Bebe, con un sonido menos comercial y una letra más emotiva y triste, que contrasta con la melodía alegre y popera de la canción. Después de alcanzar solo el #92 en los 40 Principales tras su lanzamiento, la discográfica dejó el sencillo re-lanzándolo como un sencillo únicamente promocional.
Me pintaré: Anunciado después del fracaso de Adiós como el nuevo segundo sencillo oficial. La canción es otra de las pistas que más experimentan y que más se salen del estilo propio de Bebe y tanto la cantante como la discográfica apostaron por ella por su letra y melodía "pegadiza". Después de subir un controvertido vídeo a su cuenta de Youtube, el sencillo alcanzó la posición #14 en PROMUSICAE y la #22 en los 40 Principales, aunque no obtuvo un éxito significativo ya que pronto empezó a descender de las listas.
Mi guapo: Después de la pobre aceptación del álbum y de los sencillos Adiós y Me Pintaré, la cantante sabía que necesitaba recuperar la atención de su público de siempre con una canción al más puro estilo Bebe. Sin la confianza la discográfica (que descartaba la disparatada idea de sacar un tercer sencillo) la cantante consiguió la aceptación de la distribuidora. De este modo, se eligió y se lanzó Mi Guapo una canción perfecta y que servía como puente entre lo comercial de su nuevo trabajo y el viejo estilo de Bebe. Se rodó un vídeo que gozó de una recepción media y comentarios positivos en Youtube. Además, la crítica alabó la canción calificándola como "un nuevo registro de Bebe que mantiene el anterior tan fresco como el primer día". Después de la mediana recepción, la canción alcanzó la posición #12 en PROMUSICAE y la #7 en los 40 Principales y aguantó más semanas en la lista que sus anteriores sencillos. Después de este sencillo y tras la "mediana" recepción que dejó, Bebe y su discográfica decidieron que ya era hora de cerrar la promoción del álbum.

## Lista de canciones
Todas las canciones escritas y compuestas por Bebe. 
| Un pokito de rocanrol |                  |          |  |
| N.º                   | Título           | Duración |  |
| 1.                    | «ABC»            | 05:40    |  |
| 2.                    | «Adiós»          | 03:43    |  |
| 3.                    | «Me pintaré»     | 04:36    |  |
| 4.                    | «Sabrás»         | 04:50    |  |
| 5.                    | «Compra/Paga»    | 03:26    |  |
| 6.                    | «Mi guapo»       | 05:00    |  |
| 7.                    | «K.I.E.R.E.M.E.» | 02:49    |  |
| 8.                    | «Der pelo»       | 04:12    |  |
| 9.                    | «Qué carajo»     | 03:19    |  |
| 10.                   | «Tilín»          | 03:09    |  |
| 11.                   | «Yo fumo»        | 03:23    |  |
| 44:07                 |                  |          |  |

## Posiciones en la lista PROMUSICAE
| Posición | 16 | 27 | 34 | 44 | 52 | 93 | 74 | 86 | 77 | 65 | 91 | 84 | 98 |